# Ілюзія безпеки (роман)
«Ілюзія безпеки» або «Залиш світ позаду» (англ. Leave the World Behind) — роман Румаана Алама, виданий у 2020 році видавництвом Ecco.

## Сюжет
Аманда та Клей зі своїми дітьми підлітками Арчі та Роуз їдуть у віддалений район Лонг-Айленда, де вони зняли дорогий будинок для відпочинку. Одного вечора в будинок несподівано приходять темношкірий чоловік середніх років Джордж та його дружина Рут. Вони заявляють, що є власниками будинку та пояснюють свій приїзд відключенням електрики в місті, пропонуючи часткове повернення грошей в обмін на те, що вони залишаться в частині будинку. Від цього моменту починається круговерть загадок і небезпеки, і сім'я змушена питати себе, наскільки вони можуть довіряти цим двом та чи є їхній будинок безпечним притулком.

## Сприйняття

### Критика
За даними агрегатора літературних оглядів Book Marks, роман отримав переважно схвальні відгуки. Гілларі Келлі у Нью-Йоркер назвала роман «захоплюючим».

### Нагороди
Роман став фіналістом Національної книжкової премії США з художньої літератури 2020 року та був включений до двадцяти найкращих романів 2020 року за оцінкою Емілі Темпл з сайту Literary Hub

## Екранізація
Компанія Netflix екранізувала роман в 2023 році. У фільмі Рут — це дочка Джорджа, а не дружина.